# Chiesa di Santa Maria alla Fontana
La chiesa di Santa Maria alla Fontana è un santuario mariano di Milano, sito in piazza Santa Maria alla Fontana, 11.
La parrocchia fa parte con la chiesa del Sacro Volto della Comunità Pastorale Maria Madre della Misericordia.

## Storia e descrizione

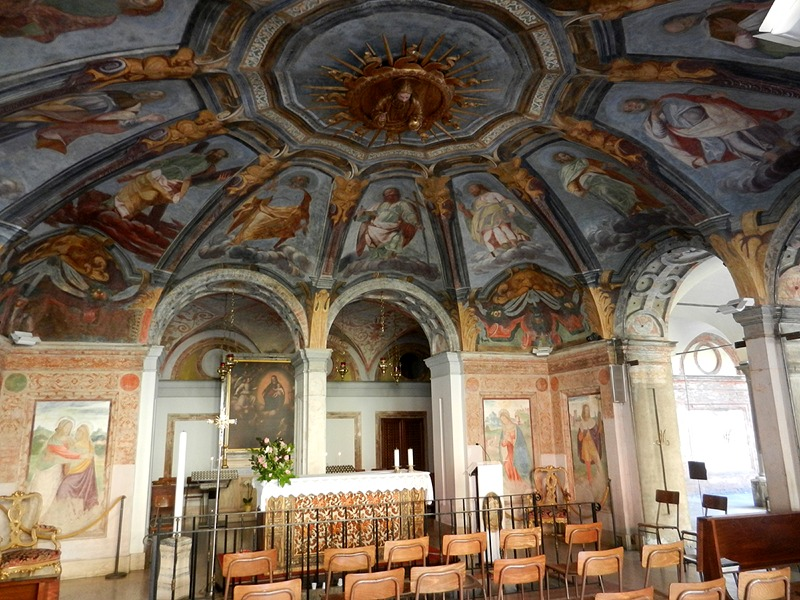
L'interno del sacello

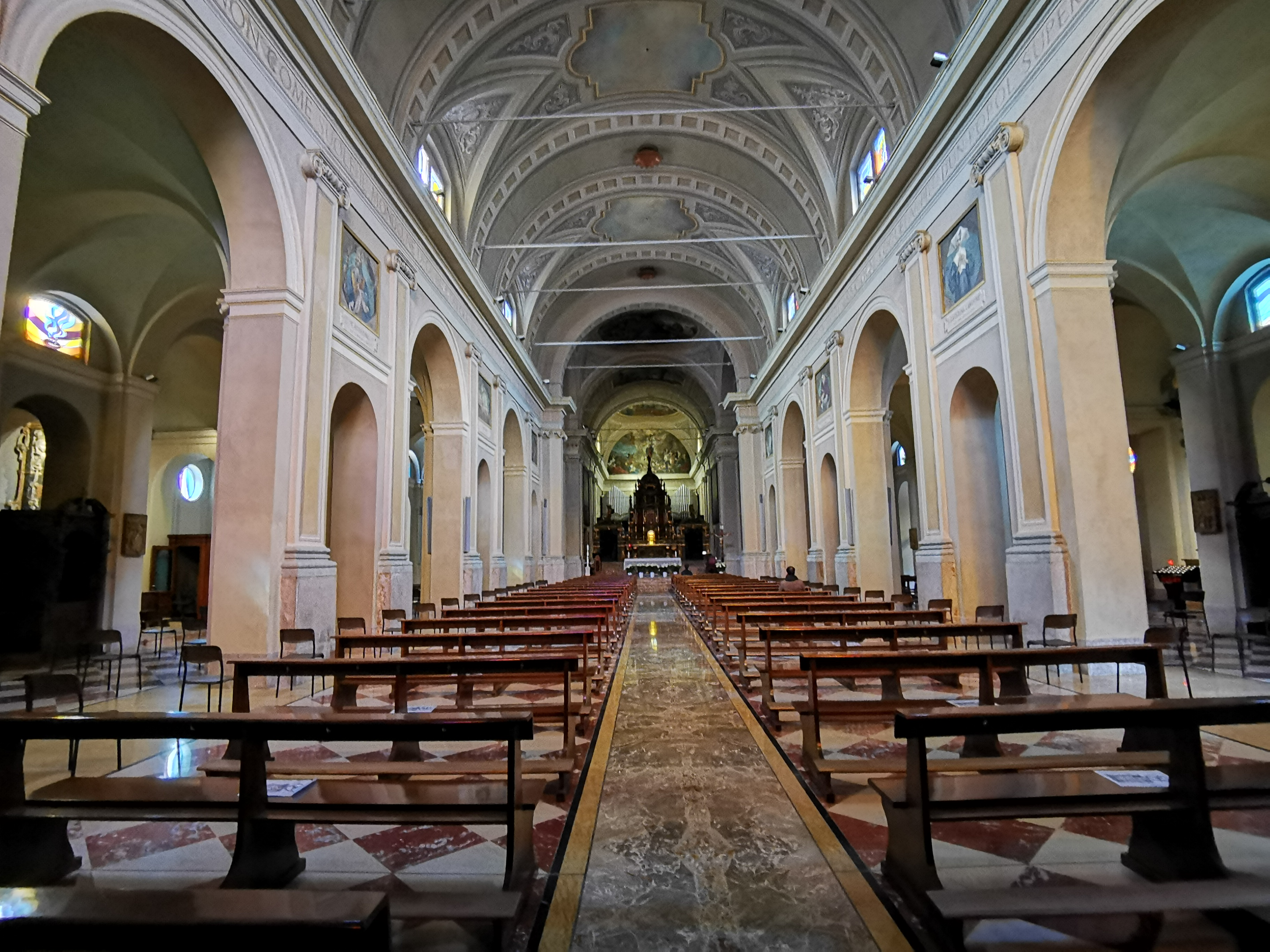
Interno della chiesa

Secondo una tradizione fu Carlo II d'Amboise governatore di Milano nel periodo di Luigi XII di Francia, dopo essere stato guarito dall'acqua della fonte già famosa per le proprietà taumaturgiche posta in quel luogo, a volere nel 1507 l'istituto; qui potevano essere trasportati "li richi che forse de ogni egritudine vorano essere curati".
Il progetto della chiesa fu a lungo attribuito a Leonardo da Vinci - ma anche a Bramante e a Cristoforo Solari per la presenza di elementi architettonici ispirati dai monumenti classici - fino a che nel 1982 l'archivista Grazioso Sironi ritrovò e pubblicò un contratto del 17 marzo 1508 in cui l'architetto Giovanni Antonio Amadeo appare come il vero progettista ed esecutore.
Nel 1922 la chiesa superiore fu pesantemente trasformata, soprattutto nella facciata, da una ricostruzione operata dagli architetti Griffini e Mezzanotte.
Già il Cesariano nel Cinquecento indicava Santa Maria alla Fontana come una delle tre strutture sanitarie principali a Milano, insieme alla Ca' Granda e al Lazzaretto.
Già convento, nel 1787 fu convertita in una parrocchia ricavando il suo territorio da una porzione dei Corpi Santi di Porta Comasina.

## Acqua taumaturgica

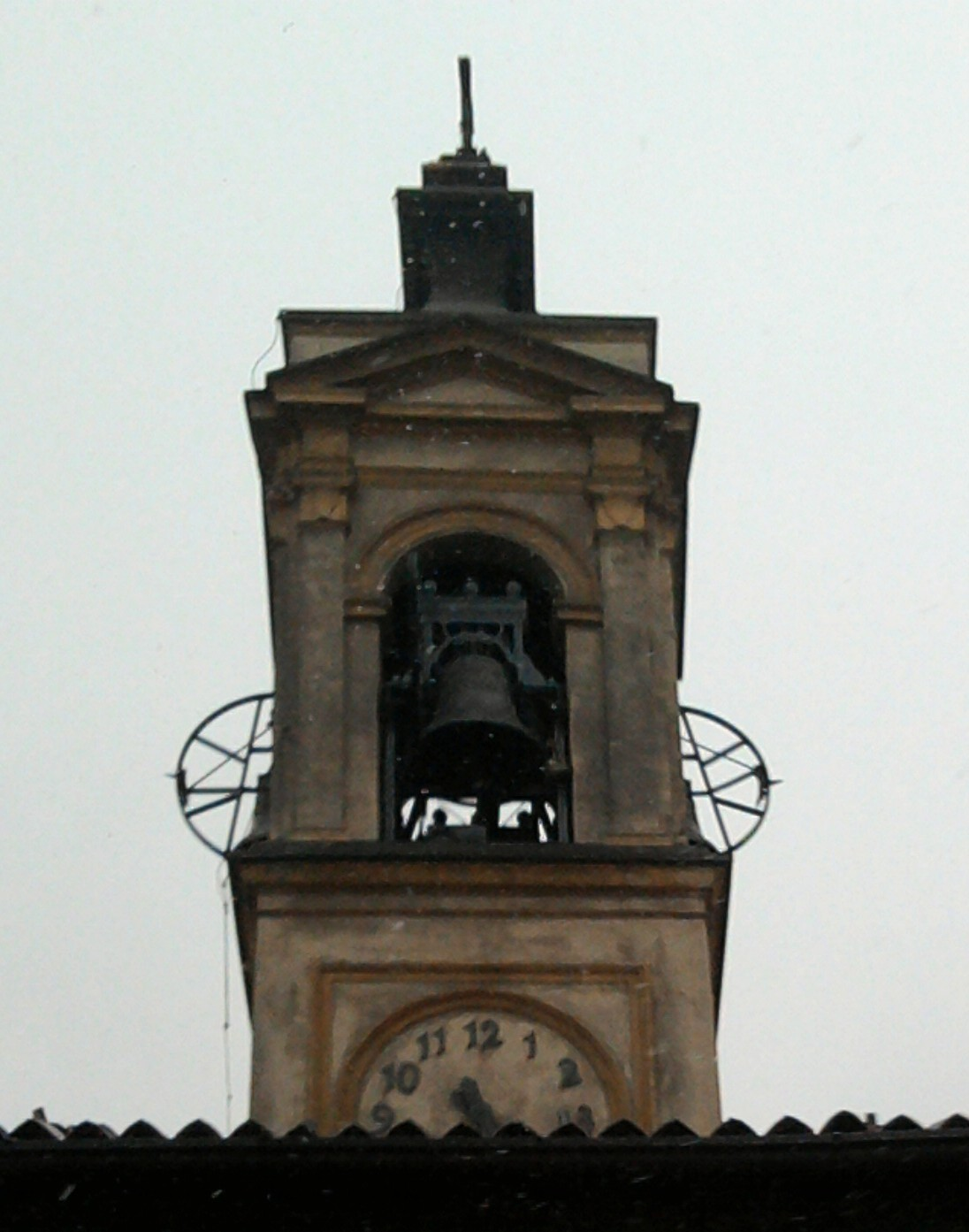
La sommità del campanile

Nei tempi antichi l'acqua prodotta da una fonte sotterranea alla base del santuario era considerata taumaturgica e indicata per curare in particolare disturbi dell'apparato osteo-articolare come artrosi e artriti. Alla fine del XIX secolo, a causa dell'incendio di un'attigua fabbrica di bitume avvenuto il 2 maggio 1877, la falda acquifera originaria si inquinò e la fonte venne chiusa; dagli undici ugelli presso la chiesa oggi fuoriesce comune acqua di rubinetto proveniente dall'impianto idrico dell'acquedotto cittadino.